# Northern Ireland Volleyball Association
Northern Ireland Volleyball Association är Nordirland idrottsförbund för volleyboll. Det bildades 1970. Det har varit medlem av CEV sedan 1982.
Volleyboll är en sport med begränsad spridning i Nordirland. Det finns ungefär 6 000 aktiva spelare, av dem är drygt 200 av varje kön licenserade och spelar i 20 klubbar och 74 beachvolleylag.